# Sils (Girona)
Sils ist eine katalanische Gemeinde in der Provinz Girona im Nordosten Spaniens. Sie liegt in der Comarca Selva.

## Geographie

### Ortsgliederung
Neben Sils gibt es die Ortsteile la Barceloneta, les Comes, la Granota, Massabé, Urbanització King Parc, Urbanització de les Mallorquines, Vallcanera, Vallcanera Parc und Veïnat de les Mallorquines.

## Kultur
Das Fest zu Ehren der Schutzheiligen Sant Cosme und Sant Damià findet in der Woche vom 26. September statt.

### Sehenswürdigkeiten
Für die unter Denkmalschutz stehenden Gebäude siehe die Liste der Kulturdenkmäler in Sils (Girona).

#### Església Santa Maria de Sils

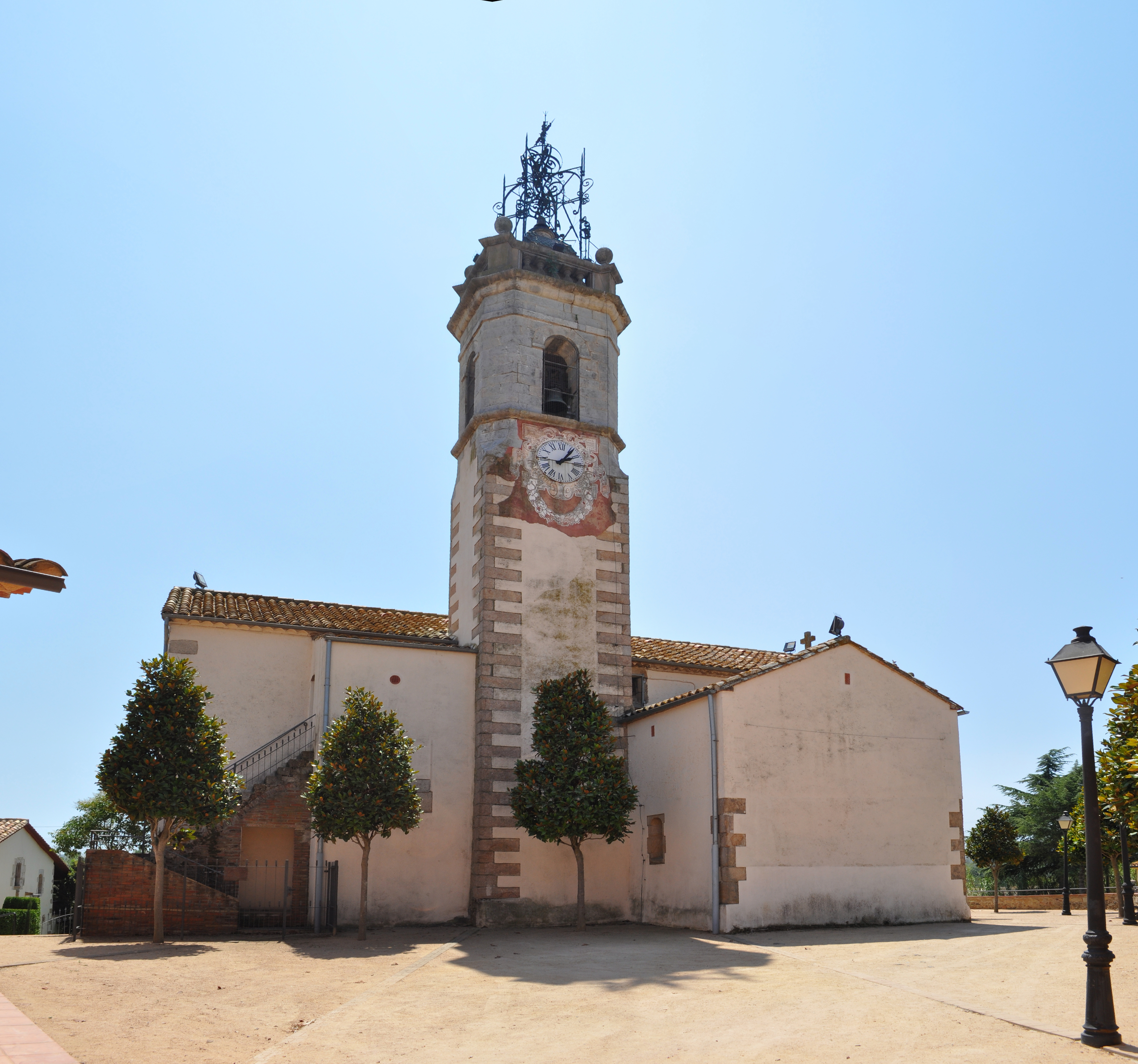
Santa Maria de Sils

Santa Maria de Sils ist eine Pfarrkirche aus dem 12. Jahrhundert. Ein Grabstein rechts der Kirchentür datiert auf das Jahr 1313. Die heutige Form der Kirche als Barockgebäude mit neoklassischen Elementen erhielt die Kirche 1759. Die Kapelle ist im gotischen Stil gehalten. Die Tür mit Nische stammt aus dem Jahr 1802. Urkundlich ist ein Altarbild aus dem Jahr 1613 dokumentiert, das nicht mehr existiert.
Die Spitze des Glockenturms mit grüner Keramik-Kalotte und originellen schmiedeeisernen Struktur, wurde 1907 von den modernistischen Architekten Rafael Masó i Valentí aus Girona entworfen.

#### Església Santa Eulàlia de Vallcanera

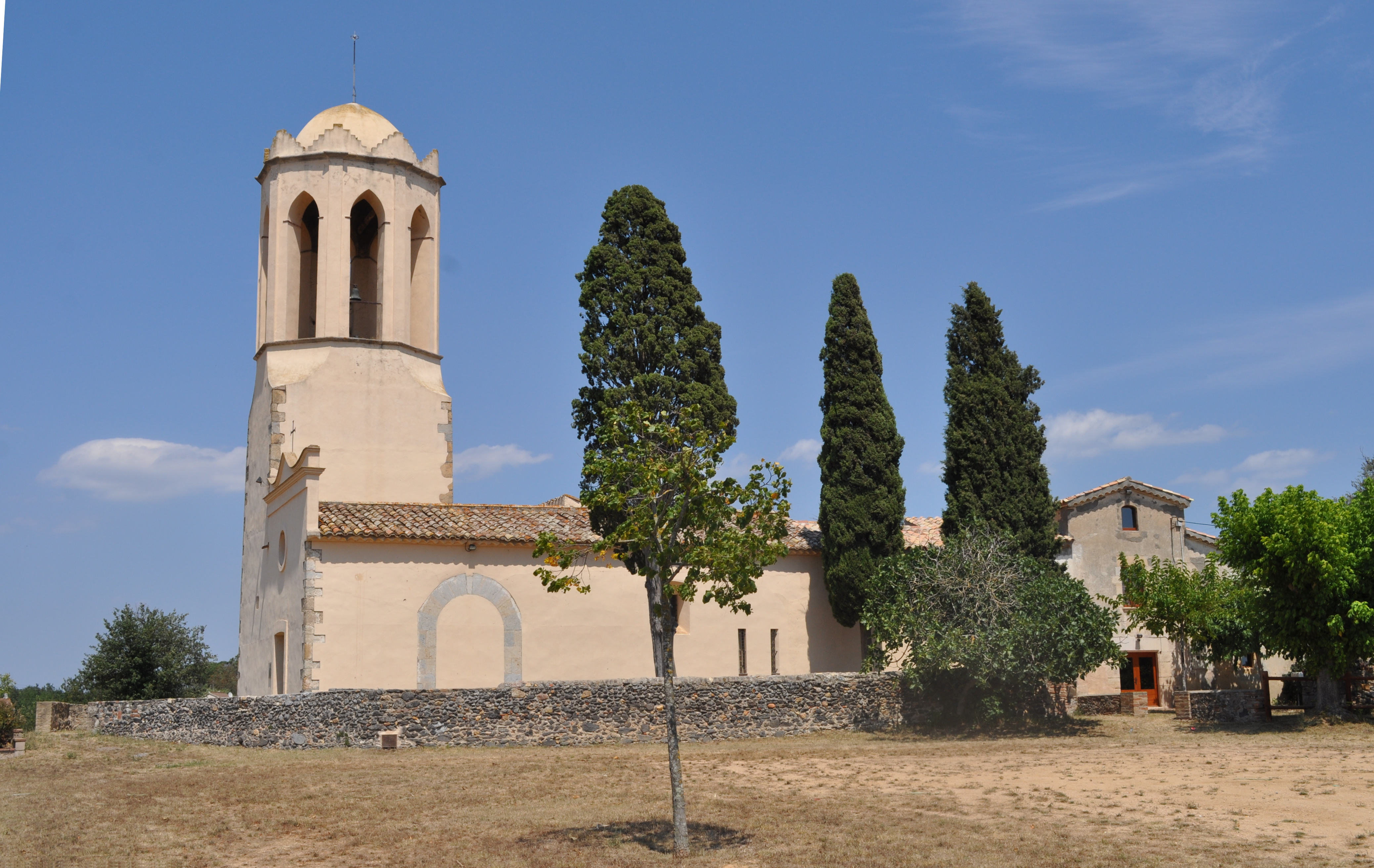
Santa Eulàlia de Vallcanera

Santa Eulàlia de Vallcanera ist eine Pfarrkirche aus dem 10. Jahrhundert. Die Weihe der Kirche auf den Namen der Patronin Eulalia von Mérida erfolgte im Jahr 969, als die Pfarre von der aus Caldes de Malavella getrennt wurde. Seit 1245 unterstand die Kirche dem Kloster Sant Pere Cercada. Im 18. Jahrhundert wurde das Gebäude und der Kirchturm komplett. Reste der romanischen Apsis sind durch das Nachbarhaus (bis 1972 Pfarrhaus) versteckt.

#### Espai Natural Protegit de l’Estany de Sils

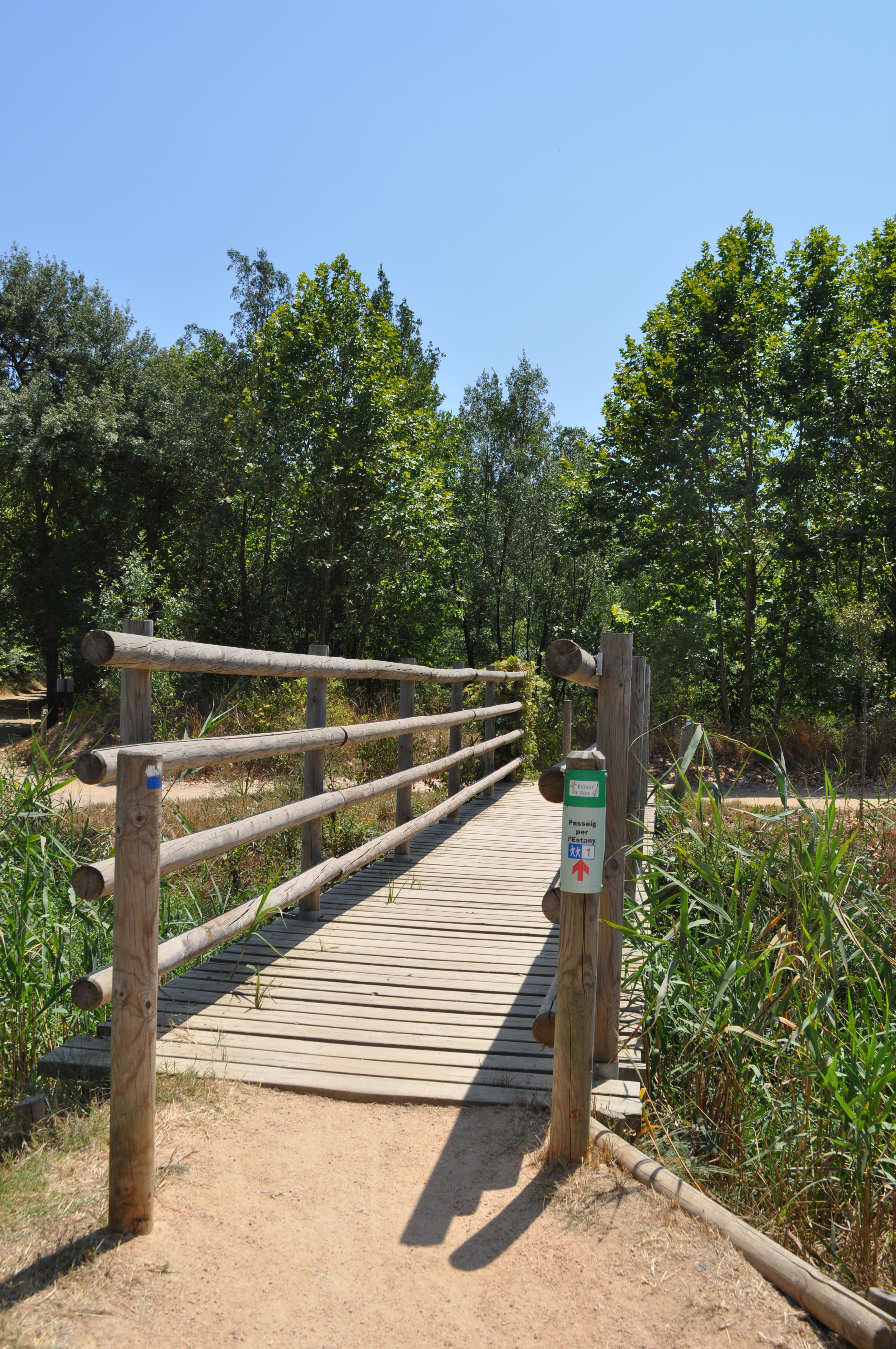
Brücke in das Estany de Sils

Estany de Sils ist ein Feuchtgebiet und ein Naturschutzgebiet. Es ist Teil des Pla d’Espais d’Interès Natural (PEIN) eines Förderplans für Naturschutzgebiete in Katalonien und des europäischen Natura-2000-Programms. Seit der Mitte des 19. Jahrhunderts wurde damit begonnen, das Sumpfgebiet trockenzulegen um Ackerland zu schaffen und die Malaria zu bekämpfen. Ein Kerngebiet des Sumpflandes blieb jedoch erhalten und wurde zum Rückzugsgebiet vieler seltener Arten. 1998 begann die Stadt Sils und Acciónatura mit einem Programm zum Schutz und der Erweiterung des Naturschutzgebietes. Private angrenzende Flächen wurden erworben, die Wasserflächen zu ganzjährigen Gewässern zurückgebaut, die Flächen renaturiert und Wege und Aussichtspunkte eingerichtet, die eine Nutzung des Geländes ohne Störungen durch Besucher ermöglicht.

### Museen
- Automobilmuseum Col·lecció d’Automòbils Salvador Claret[4]

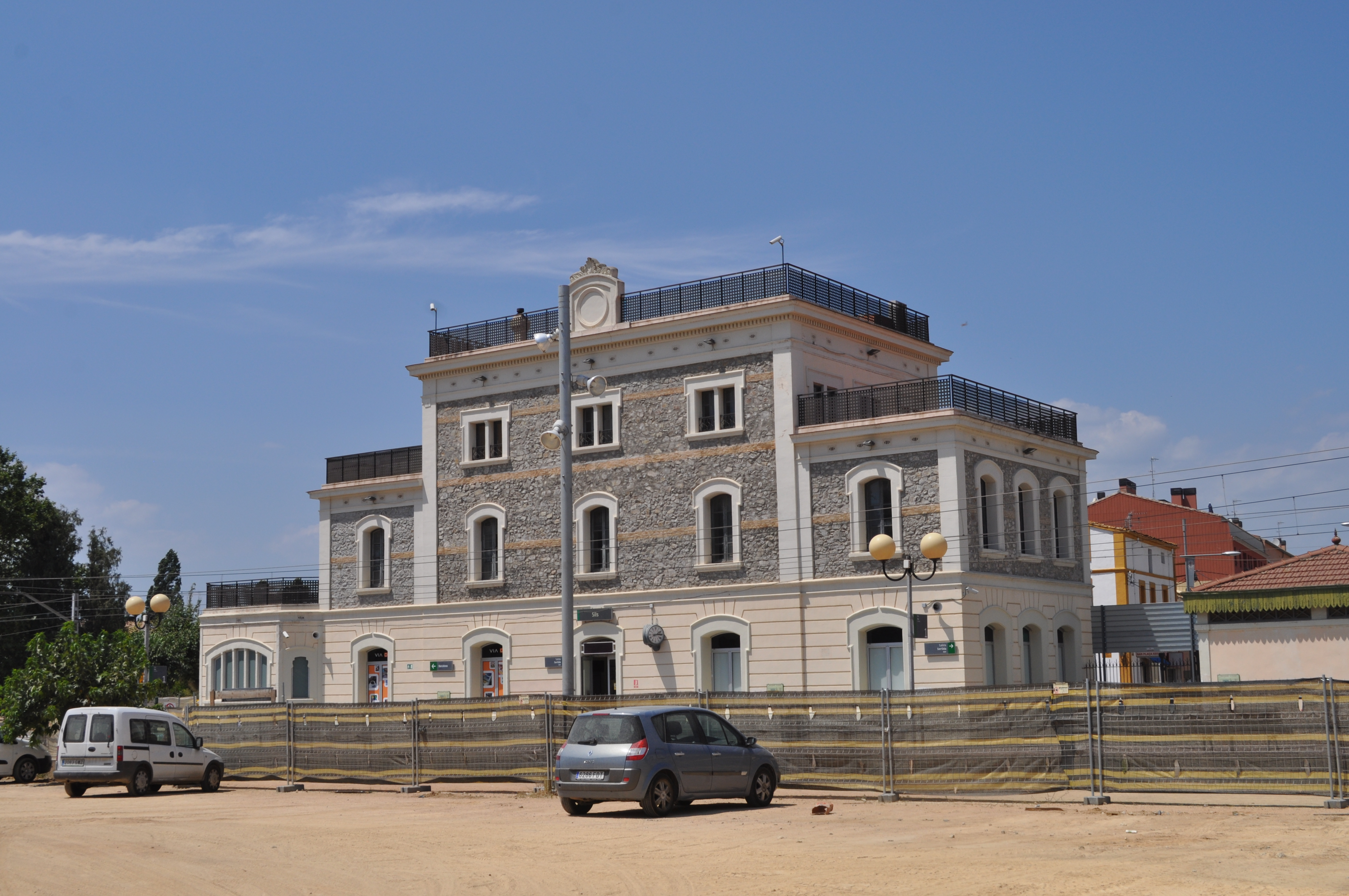
Bahnhof
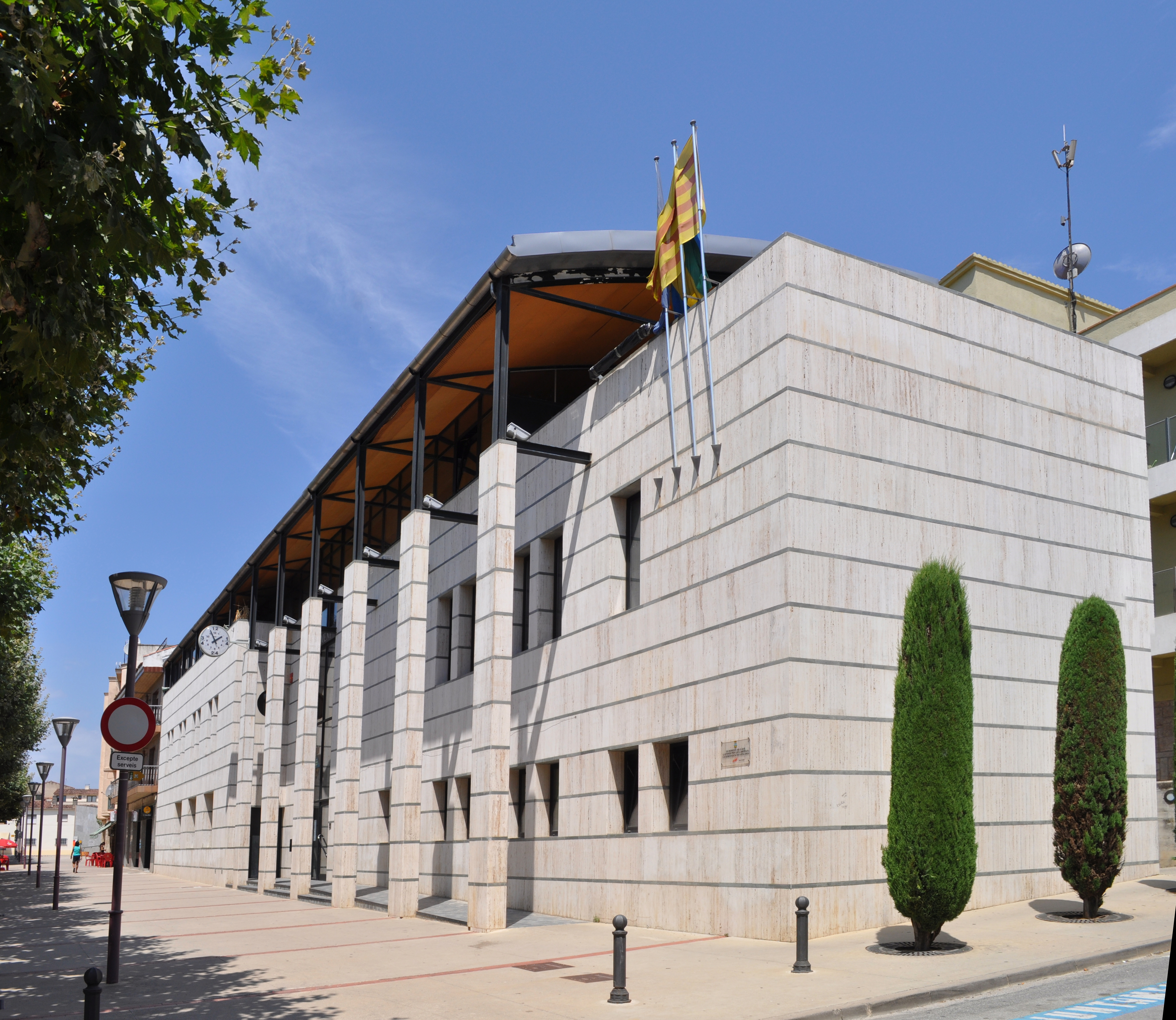
Rathaus